# オックスフォード城

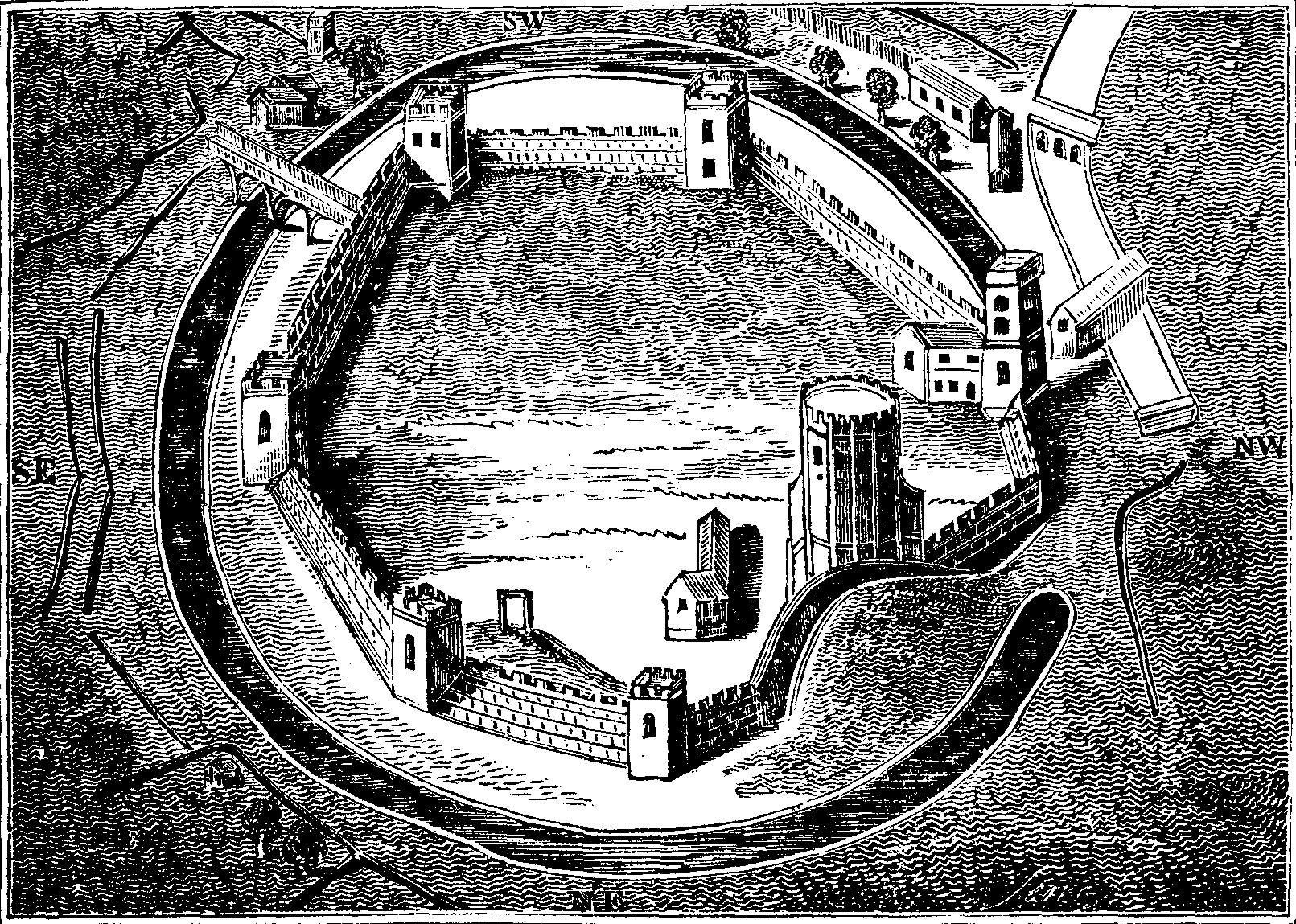
中世オックスフォード城の俯瞰図

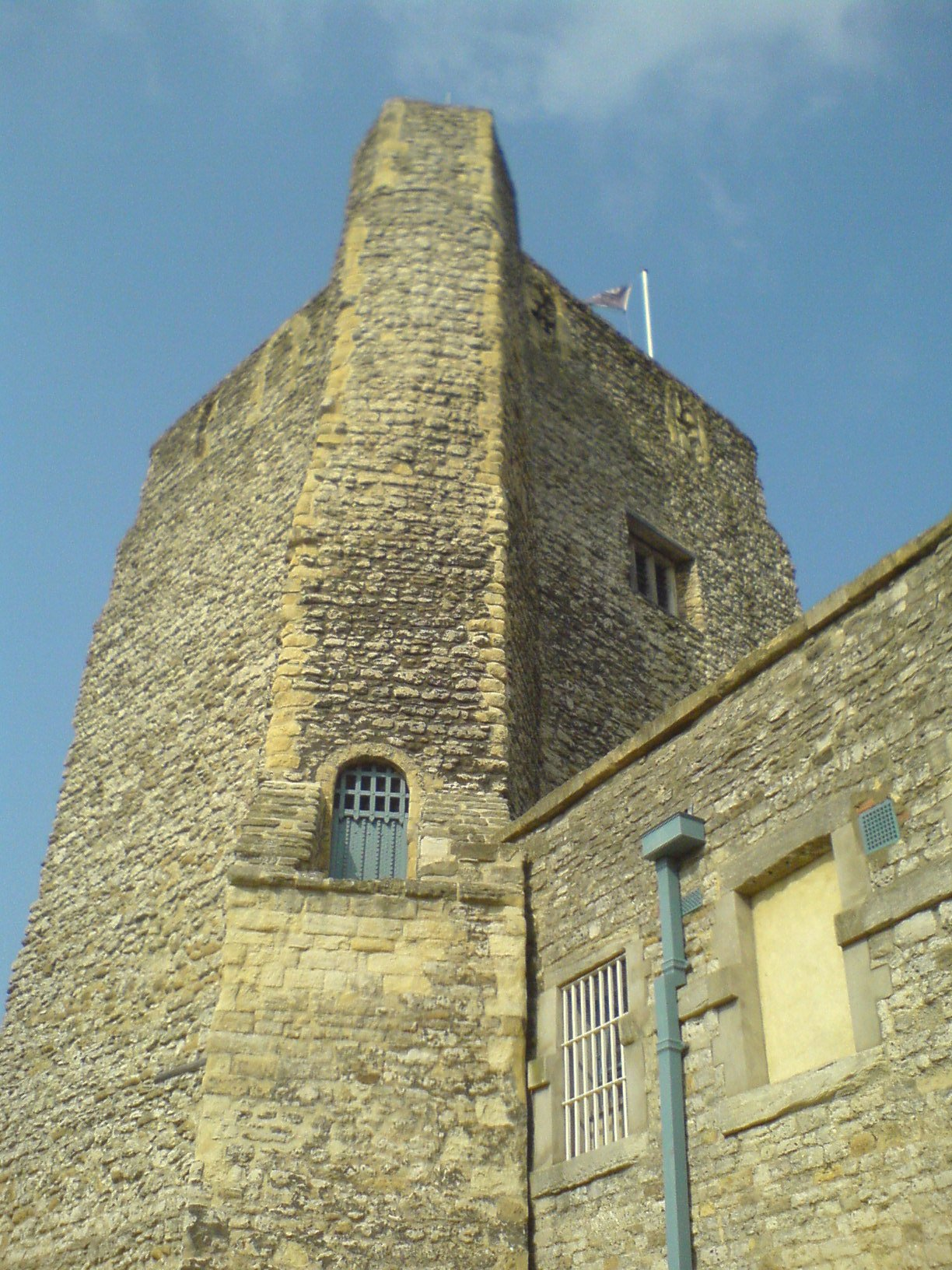
オックスフォード城 (2007年)

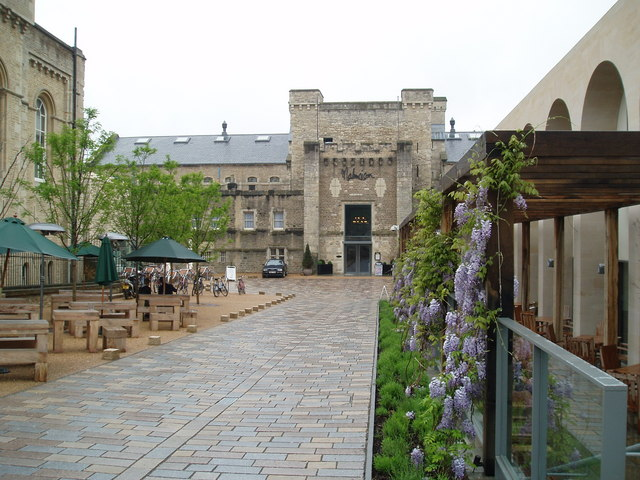
マルメゾン・ホテル

オックスフォード城 (Oxford Castle) はイギリス、オックスフォード市中心部に位置する城郭で、1066年のノルマン・コンクエスト直後の1071年にノルマン人のバロン、ロバート・ドイリー (Robert D'Oyly) によって建設された。当初は木製の天守をいただく土塁（モット・アンド・ベイリー）であったが、のちに石造の天守（聖ゲオルグの塔として知られる）に置き換えられ、周囲は50フィートの城壁で囲まれた。
1120年にはロバートの弟であるナイジェルが城主であった。ウォールフォード城の北西12マイルの地にあり、ロバートの信任を得ていた。1141年には若きロバート・ドイリー（ナイジェルの子）がスティーブン王越しに支援を表明したモード皇后の本拠となった。城は3ヶ月もの間、王によって包囲された。皇后は地中にトンネルを掘って城外に脱出した。雪に紛れるため白ずくめの衣をまとっていたという。彼女は敵陣を通過してキャッスル・ミル・ストリーム河を渡河した。
城は14世紀に破却され、その後この場所は郡政府の管理下に置かれ、監獄として利用されることになった。1888年には王立のオックスフォード刑務所となり、1996年に閉鎖、オックスフォードシャー郡議会に委ねられた。遺跡は観光資源として開放されることになった。独房は客室として利用されることとなり、敷地の大部分はマルメゾン・チェーンの経営するホテルに転換されることになった。刑務所がホテルに転換されるのは英国で初めてのことである。遺跡はさらにアパートメント、バー、レストランやイベント会場としても再開発されることとなり「開放されたオックスフォード城」がアピールされた。

## 映画ロケ
遺跡は映画『ミニミニ大作戦』『ワンダとダイヤと優しい奴ら』、TVシリーズ『モース警部』などでロケーション撮影に利用された。映画セットとしても利用され、ジェラール・ドパルデュー、グレン・クローズ、ロバート・レッドフォードおよびブラッド・ピットのようなスターがここで撮影を行っている。英国のテレビ局ITV1のドラマ・シリーズ「Bad Girls」でもセットとして使われた。